# 小松弥生
小松 弥生 (こまつ やよい) は、日本の元文部科学官僚。

## 学歴
- 京都大学法学部卒業
- 放送大学大学院文化科学研究科修了

## 経歴
1981年文部省に入省。2001年文部科学省初等中等教育局幼児教育課長、2003年文部科学省高等教育局医学教育課長、2004年内閣府政策統括官（科学技術政策担当）（現科学技術・イノベーション推進事務局）付参事官、2005年文化庁文化財部伝統文化課長、2007年文化庁長官官房政策課長、2009年文部科学省科学技術・学術政策局科学技術・学術総括官、2010年文化庁文化部長、2012年独立行政法人国立美術館理事兼事務局長、2015年文部科学省研究振興局長、2016年文部科学省退官。2017年埼玉県教育委員会教育長。
2022年5月 独立行政法人国立美術館東京国立近代美術館館長、6月日本電産社外取締役。

## 著書
『文化遺産の保存と活用　仕組と実際』（クバプロ、2021年）